# Neoscaptia albicollis
Neoscaptia albicollis är en fjärilsart som beskrevs av Rothschild 1912. Neoscaptia albicollis ingår i släktet Neoscaptia och familjen björnspinnare. Inga underarter finns listade i Catalogue of Life.